# Чаплин, Николай Павлович
Никола́й Па́влович Ча́плин (6 [19] декабря 1902, Рогнедино, Смоленская губерния — 23 сентября 1938, Ленинград) — деятель ВЛКСМ, с 1925 первый секретарь ЦК ВЛКСМ, в 1926-1928 генеральный секретарь, один из основных инициаторов создания пионерии. Расстрелян, реабилитирован посмертно. Был почетным комсомольцем.

## Биография

Мемориальная доска Чаплину на улице Коммунистической в Смоленске

Родился в семье сельского священника оппозиционных взглядов и учительницы. Двоюродная его внучка Наталия Сергеевна Черкесова упоминала про "захудалые приходы Смоленской епархии, по которым начальство гоняло отца (отца ее деда - прим.) за строптивый нрав". После революции Павел Павлович "сбросит рясу" и будет работать в политуправлении Западного фронта.
В 1912 году поступил в смоленское Александровское реальное училище. Под влиянием старшего брата, Александра, встретил Октябрьскую революцию убеждённым сторонником большевиков.  
В 1918 году создал в своей школе организацию молодых коммунистов, а в конце года покинул школу и полностью перешёл на комсомольскую работу. В июне 1919 года был избран председателем Смоленского уездно-городского комитета РКСМ. В октябре вступил в РКП(б).
Весной 1920 года назначен секретарём Тюменского губернского комитета РКСМ.

Был избран одним из делегатов 3-го съезда РКСМ, после которого вернулся в Смоленск на должность секретаря губернского комитета РКСМ. 
Как вспоминала внучка: "Николай никогда не соглашался с самым авторитетным мнением, пока не убеждался в его правильности... Он всей душой воспринял речь Владимира Ильича Ленина на III съезде РКСМ, куда приехал делегатом от Тюменской комсомолии. (В Тюмень его направил ЦК заведующим отделом просвещения.) Воспринял, поверил и всегда отстаивал ленинские идеи о том, что молодежь должна тянуться к знаниям, становиться вровень с величайшими достижениями культуры. В середине 20-х годов, уже работая секретарем Цекамола, именно он, Николай, боролся за то, чтобы не просто профессию, но и широкие знания, культуру выносили деревенские и городские ребята из школ крестьянской молодежи, из ФЗУ. В этом его поддерживали Крупская и Луначарский".
 В сентябре 1921 года был переведён на должность заведующего отделом политпросветработы Екатеринбургского губернского комитета РКСМ. На 4-м съезде РКСМ был избран в члены ЦК и стал заведующим отделом политпросветработы ЦК. На 5-м съезде РКСМ выступил с докладом о работе комсомола в деревне. В октябре 1922 года был направлен в Закавказье на должность секретаря краевого комитета РКСМ.
В 1924 году на апрельском пленуме ЦК РКСМ был избран первым секретарем ЦК и работал им вплоть до мая 1928 года, когда был направлен на партийную работу. Вскоре после этого, с целью посмотреть мир, под чужим именем нанялся на торговое судно матросом и посетил Германию, Англию, Бельгию, Португалию и Турцию.
Кандидат в члены ЦК ВКП(б) (1924—1934). Кандидат в члены Оргбюро ЦК ВКП(б) (1924—1930).
После возвращения начал учиться на курсах марксизма-ленинизма при ВКП(б), окончив которые, был назначен секретарём Закавказского краевого комитета ВКП(б). В 1931 году был переведён на должность начальника Управления общественного питания Центросоюза. С 1933 года — начальник политотдела Мурманской (с 1935 года — Кировской) железной дороги.
В 1936 году за работу на транспорте был награждён орденом Ленина.
В 1937 году назначен начальником Юго-Восточной железной дороги (Воронеж). 23 июня того же года арестован в Москве и этапирован в Ленинград. По окончании следствия внесён в расстрельный список 1-й категории от 12 сентября 1938 года («гор. Ленинград — Кировская ж. д.»), подписанный Сталиным, Молотовым и Ждановым). Выездной сессией Военной коллегии Верховного Суда СССР Ленинграда 22 сентября 1938 года Николай Чаплин был приговорён к высшей мере наказания. Расстрелян в ночь на 23 сентября 1938 года. Место захоронения — спецобъект УНКВД ЛО «Левашово».
Реабилитирован посмертно Военной коллегией Верховного суда СССР 9 июля 1955 года, 9 августа посмертно восстановлен в партии Комитетом партийного контроля при ЦК КПСС.

### Память
В честь Николая Чаплина названы улицы в Смоленске, Тюмени и Алма-Ате.
В колумбарии Нового Донского кладбища в Москве Николаю Чаплину устроено символическое захоронение-кенотаф.

## Семья
Супруга — Чаплина (Липская) Розалия Исааковна (1906—1975).
Сын — Чаплин Борис Николаевич (1931—2015).
Братья — старший Александр, младшие Сергей (1905—1942) и Виктор (1909—1943).